# Мастертон Кап
Мастертон Кап (англ. Masterton Women's International Cup) — шоссейная однодневная велогонка, прошедшая по территории Новой Зеландии в 2009 году.

## История
Гонка прошла единственный раз 1 марта 2009 года в рамках Женского мирового шоссейного календаря UCI. Она была проведена через день после окончания многодневной гонки Тур Новой Зеландии.
Её маршрут был проложен на Северном острове в городе Мастертон, расположенном недалеко от Веллингтона, что дало гонке второе название Wellington Women’s Race. Трасса представляла собой круг длиной 8,5 км по улицам города с равнинным профилем который преодолевали 14 раз. Общая протяжённость дистанции составила 119 км. Победительницей стала австралийка Хлоя Хоскинг.

## Призёры
| Год  | Победитель   | Второй         | Третий     |
| ---- | ------------ | -------------- | ---------- |
| 2009 | Хлоя Хоскинг | Рошелль Гилмор | Джина Гран |